# 大嘗会役
大嘗会役（だいじょうえやく）とは、天皇即位の後に行われる大嘗会（大嘗祭とそれに付随する節会）を用途調達のために諸国の公領・荘園に課された臨時課税で臨時雑役の一つである。

## 概要
10世紀前期までは、中央官司からの弁備・造進や大嘗会行事所からの国宛に対して諸国の国司が用途の調達（交易や造進など）を行い、その財源には庸調や正税が用いられた。ところが、大嘗会は天皇1代に1度しか行われない重要な行事であるためその費用も尋常ではなかった。例えば悠紀国・主基国とされた国の負担（大嘗会雑用稲）は、それぞれ稲1万束が原則であったが、実際には緊縮財政下の弘仁14年（823年）の淳和天皇の大嘗会の際でもそれぞれ15万束支出したとされ）、財政的負担の大きいものであった（『類聚国史』の記事は『延喜式』以前のものであるが、大嘗会の儀式そのものは大きく変わっていないため、『延喜式』の規定は名目上のものであったとみられる）。
10世紀に入ると庸調や正税の枯渇などによって次第に滞るようになり、大嘗会に必要な用途を確保するのも困難となった。例えば、天慶9年（946年）の村上天皇の大嘗会に先立って行われる御禊に必要な綿や布などが確保できず、贖銅として徴収した銭や太政大臣藤原忠平の私物の献上によって辛うじて必要量を確保できたという。三条天皇以後になると行事所に対して栄爵宣旨が与えられ、成功による費用調達も恒例化していった。また、国司による現地における調達も財源不足から、『尾張国郡司百姓等解文』でみられるように実勢価格よりも安くあるいは無償に近い形で買い上げられ、実質上は臨時雑役に近い課税となっていった。
数年もしくは数十年に1回という大嘗会の特徴から、明確な時期を確定するのは困難であるが、11世紀には現地においては大嘗会に伴う国司による臨時雑役の賦課が実施されていたとみられている。こうした中で、造内裏役などと同様に一国平均役による大嘗会役が賦課されるようになったとみられている。大嘗会役の明確な最古のものは、康治元年（1142年）の近衛天皇の大嘗会の時のものとされている。
類似のものとして、神宮式年遷宮に際して課された役夫工米 があり、これもまた、11世紀ころに財源確保の手段として設けられた制度であったと推測される。ただ、神宮の役夫工米は建久4年（1193年）には西海道を除く全国で一国平均役とすることが永例とされたが、大嘗会役は全国への賦課が定められておらず、悠紀国、主基国などの元からの奉仕が定められていた国に対象が限定されており、また、大寺院の荘園などは、平時から天皇を守護していたとする立場を考慮して、免除の対象となっていた。
鎌倉時代に入ると、段銭・段米の形で徴収されるようになり、室町時代に入ると幕府が徴収命令の主体となった。やがて戦国時代に入り、幕府の力が衰亡すると、大嘗祭も長期の中絶を余儀なくされる。